# Пряжба (Долж)
Пряжба (рум. Preajba) — село у повіті Долж в Румунії. Входить до складу комуни Малу-Маре.
Село розташоване на відстані 179 км на захід від Бухареста, 7 км на південний схід від Крайови.

## Населення
За даними перепису населення 2002 року у селі проживали 1070 осіб.
Національний склад населення села:
| Національність | Кількість осіб | Відсоток |
| -------------- | -------------- | -------- |
| румуни         | 1045           | 97,7%    |
| цигани         | 25             | 2,3%     |

Рідною мовою назвали:
| Мова      | Кількість осіб | Відсоток |
| --------- | -------------- | -------- |
| румунська | 1045           | 97,7%    |
| циганська | 25             | 2,3%     |